# Ysleta del Sur
Le pueblo d’Ysleta del Sur, ou Tigua Pueblo, est un pueblo amérindien habitée par une tribu reconnue au niveau fédéral dans la section Ysleta d’El Paso au Texas. Ses membres sont des Tiwas du Sud, qui avaient été déplacés du Nouveau-Mexique espagnol entre 1680 et 1681 lors de la révolte des Pueblos contre les Espagnols.

## Population
Le peuple et la langue sont appelés Tiguas (prononcé tiwa) ou Tiwas. Ils ont maintenu une identité tribale et des terres au Texas. L’espagnol a remplacé la langue autochtone au début des années 1900 et, aujourd’hui, l’anglais gagne de plus en plus de terrain dans la communauté. Des efforts sont déployés pour faire revivre la langue autochtone. Les Tiwas sont l’une des trois tribus reconnues par le gouvernement fédéral au Texas.
En avril 2008, le Département du recensement tribal a déclaré 1615 citoyens inscrits. En 2020, il y en avait 4696.